# بيهروز باكينات
بيهروز باكينات (21 سبتمبر 1977 ببهبهان في إيران - ) هو لاعب كرة قدم إيراني في مركز الوسط. لعب مع نادي برق شيراز ونادي بيام وحدت خراسان ونادي شموشك نوشهر ونادي شهرداري تبريز ونادي فولاد خوزستان وKhayr Vahdat FK ‏ وShahrdari Arak F.C. ‏.